# Elia Verina
Elia Verina (en latín, Aelia Verina, m. 484) fue una emperatriz consorte del Imperio bizantino por su matrimonio con León I desde enero del año 457 hasta su muerte en enero del 474. Fue hermana de Basilisco, quien llegó a ser emperador tras la conspiración que curtió desde el 9 de enero de 475 hasta agosto de 476. Su hija Ariadna fue también emperatriz consorte tras casarse con Zenón, objetivo de dicha conspiración.

## Familia
Tanto los orígenes de Verina como de su hermano Basilisco son desconocidos, aunque se ha considerado que sus antepasados procedían de los Balcanes. Stefan Krautschick, en su obra histórica Zwei Aspekte des Jahres 476 (1986), avanzaba la teoría de que ambos hermanos estaban relacionados con Odoacro, el líder de los hérulos autoproclamado Rey de Italia en el año 476. Dicha teoría se basa en una crónica fragmentaria de Juan Antioqueno, un monje del siglo VII, quien fue tentativamente identificado con Juan II de Sedre, patriarca de la Iglesia ortodoxa siria entre los años 631 y 648.

## Matrimonio
Elia Verina se casó con Flavio Valerio León, quien entonces era comandante en jefe del ejército imperial. Acorde a la versión del cronista bizantino Juan Malalas, León era miembro de los besos, una tribu tracia independiente. Otros como Teodoro el Lector, Teófanes el Confesor, Jorge Cedreno y Miguel el Sirio señalaron que era natural de la Tracia. Una tercera versión, recogida en la obra Bibliotheca, del patriarca de Constantinopla Focio, apuntaba a que nació en Dacia.
El matrimonio tuvo tres hijos. Ariadna, que debió nacer antes de la muerte de Marciano (reinó entre 450-457). Ariadna tuvo una hermana pequeña, Leontia, quien llegó a estar prometida a Julio Patricio, hijo del militar Aspar, pero dicho compromiso fue anulado probablemente tras el asesinato de Arbar y otro de sus hijos, Ardabur, en el año 471. Leontia se casó finalmente con Marciano, hijo de Antemio y Marcia Eufemia. La pareja lideró una rebelión contra el emperador Zenón, cuñado de Leontia, entre los años 478 y 479 que, sin embargo, fracasó. Ambos fueron exiliados a la región de Isauria tras la derrota.
Elia Verina y León tuvieron un tercer hijo que nació el año 463 pero que falleció a los cinco meses.

## Emperatriz consorte
En enero del año 457 el emperador Marciano murió por enfermedad, posiblemente una gangrena contraída durante un largo viaje religioso. A él le sobrevivió su hija Marcia Eufemia, quien estaba casada con Antemio. Marciano había sido proclamado augusto al casarse con Pulqueria, de la dinastía teodosiana. Con su muerte terminó dicha sucesión dinástica, porque su hija era fruto de un matrimonio anterior y no era considerada heredera. El ejército y el Senado bizantino comenzaron la búsqueda de un sucesor al trono. El militar Aspar no podía reclamar el trono por sus orígenes sármatas y religión arrianista.
Sin embargo, dichas discrepancias no impidieron que Aspar utilizara su influencia para buscar un heredero afín a su persona. En estas, buscó a un oficial del ejército que le fuera leal, del que salió el nombre de Flavio Valerio León, que fue aceptado por el Senado y coronado emperador, como León I, el 7 de febrero del año 457 por el patriarca Anatolio de Constantinopla, la primera de las coronaciones que es oficiada por este cargo eclesiástico. En este punto, Verina se convirtió en la consorte del emperador, agregando Elia a su nombre en su proclamación augusta.
En el año 461, León fundó la unidad militar de los excubitores, para contrarrestar la influencia de los soldados germanos bajo el mando de Aspar. El propio León se encargó de elegir a los entonces 300 soldados que formaron parte de la primigenia unidad, formado mayormente por soldados isauros. En el año 466, el oficial Tarasis Kodisas Rusombladadiotes, futuro emperador Zenón, denunció que Ardabur, uno de los hijos del general Aspar, era culpable de traición. El escándalo causó una ruptura en las relaciones personales entre León y Aspar, lo que aumentó la confianza del primero en su unidad de excubitores.
En el 467, la alianza de León y Tarasis Kodisas fue sellada con el matrimonio de este con la hija del primero: Ariadna. Para conseguir el beneplácito de la jerarquía romana y la población nativa de habla griega de Constantinopla, el nuevo yerno debió latinizar su nombre, cambiándolo por el de Flavio Zenón. El único hijo conocido del matrimonio sería León II, quien sucedería a su abuelo más tarde en el trono.
En el 471, tanto Aspar como Ardabur fueron asesinados en el Gran Palacio de Constantinopla por órdenes del emperador, quien se ganó el apodo de Macelles (el carnicero) por la manera de sus muertes. A partir de este episodio, Zenón comenzaría a distanciarse de su suegro como su principal partidario en el ejército bizantino.
Sin embargo, el reinado de León I llegó a ser breve, menor a los tres años de duración. Falleció el 18 de enero del 474 de disentería, a los 73 años de edad. Su nieto León II le sucedería brevemente ese año en el trono, mientras que Elia Verina permaneció viviendo entonces en el Palacio imperial.

## Emperatriz viuda
Dada la minoría de edad del joven León II, su padre Zenón actuó como regente durante su reinado. Sin embargo, a los diez meses de su inicio, León II murió a causa de una enfermedad desconocida, por lo que fue sucedido al frente del Imperio Bizantino por su padre, que ascendía con el nombre de Zenón.
Verina no estaba contenta con su rol de emperatriz viuda. Según dejó escrito Juan I de Antioquía, es muy probable que se enamorara de un Prefecto del pretorio de nombre Patricius. Verina había apoyado originalmente a Zenón mientras el hijo de este, el emperador León II, vivía. Poco después de la muerte de su nieto, Verina se volvió contra su yerno. Juan Malalas atribuye dicha hostilidad a una discusión que hubo entre ellos sobre una petición que Verina le había hecho a Zenón. Malalas no aclara cuál fue dicha solicitud, aunque una interpretación moderna sugiere que tenía que ver con una solicitud de la emperatriz viuda de poder casarse en segundas nupcias con el antes citado Patricius. Esta misma interpretación daría la negativa de Zenón por el miedo que le daba un candidato rival al trono.
Verina acabó conspirando contra Zenón con la ayuda del propio Patricius, de su hermano Basilisco y del general isaurio Illos y del general Teodorico Estrabón, forzando a que huyera de Constantinopla a su tierra natal en el año 475, no sin antes llevarse consigo parte de la guarnición de los soldados isaurianos y parte del tesoro imperial. Con su marcha, Basilisco fue proclamado Augusto el 9 de enero del 475 en el palacio de Hebdomon por sus ministros y senadores.
Tanto Juan Antioqueno como el hagiógrafo Daniel el Estilita defienden que Verina fue engañada para apoyar la conspiración. Antioqueno explica que Verina defendió dicho proceso con la esperanza de reemplazar a Zenón por Patricius al frente del Imperio, lo que le restauraría a ella como emperatriz consorte, y no como hermana del emperador, como sucedió finalmente. Como asegura Juan Malalas, al ser la única persona de rango regia presente en la capital, tuvo que ser la propia Elia Verina quien coronara a su hermano.
Patricius sirvió temprano en el nuevo reinado de su cuñado como magister officiorum. Las relaciones con Basilisco parece fueron bastante hostiles, hasta el punto de que el emperador, temeroso de que le arrebataran el trono, ordenó su ejecución, ya que al ser un oficial imperial podía ser el candidato idóneo para sucederle. Como consecuencia de esto, Elia Verina se alineó contra su hermano por la muerte de su amante. Según Candidus, Verina buscó devolverle el trono a Zenón, pero su plan fue descubierto por su hermano. Solo la intercesión de Armatus, sobrino del emperador, Elia Verina, su tía, salvaría la vida.
Sin embargo, los apoyos de Basilisco empezaron a abandonarle. En el 476, tanto Illos como Armatus desertaron de su lado para abrazar la causa de Zenón, que en agosto de ese año puso asedio a Constantinopla. Incluso el líder de los godos de Panonia, Teodorico el Grande decidió apoyarle. Se dice que Teodorico buscaba atacar a Basilisco junto a los foederati godos liderados por Teodorico Estrabón, para recibir, a cambio, el título de magister militum. Se sugirió que Constantinopla estuvo indefensa durante el sitio de Zenón porque el entonces magister militum, Estrabón, estaba desplazado al norte para contrarrestar la amenaza. 
Finalmente, la ciudad acabó cayendo en manos de Zenón. El Senado abrió las puertas de la ciudad a los soldados isaurianos, permitiendo al emperador depuesto recuperar el trono y la corona, así como a Elia Ariadna el título de emperatriz consorte.

## Rivalidad con Illos
El breve reinado de Basilisco no parece que dejara un odio y animadversión entre Elia Verina con su hija y su yerno. Sin embargo, dejó un odio resuelto entre la anterior emperatriz y el general Illos. La hagiografía de Daniel el Estilita considera que Illos mintió a Verina, ocultándole sus objetivos reales, teniendo en mente y siendo responsable, directa o indirectamente, de la muerte de su amante Patricius.
En 477 hubo un primer intento de asesinar a Illos que fue evitado gracias al aviso de uno de sus esclavos. Aunque las fuentes primarias no asociaron a Verina con dicho atentado, historiadores posteriores han sugerido que sí pudo estar detrás de su organización. Al año siguiente tuvo lugar un segundo intento, evitado en esta ocasión por Epinicus, otrora favorito de Verina. El autor de dicho ataque, tras ser interrogado por Illos, confesó que Verina estaba implicada.
Illos decidió retirarse tras estos ataques contra su vida a su Isauria natal, amenazando con no regresar a Constantinopla mientras Verina continuara residiendo en el Palacio Imperial. Zenón accedió a dicha petición, desterrándola de la capital, a la que nunca volvió. Según Juan Antioqueno, Verina fue confinada en un monasterio situado en Tarso.
Entre los años 478 y 479 tuvo lugar la revuelta de Marciano, hijo del emperador romano de Occidente Antemio. Marciano era también yerno de Verina al haberse casado con Leontia, la segunda de las hijas de León I. El instigador demandaba el trono confiando en la certeza de que su esposa era una porphyrogenita, una persona nacida en la púrpura. En la teoría, Leontia superaba a su hermana mayor Ariadna, nacida antes de la elevación de sus padres al trono. Marciano, junto a sus hermanos Procopio y Rómulo dieron un golpe de Estado en Constantinopla y sitiaron el Palacio Imperial. La situación seguía siendo de aislamiento y combate cuando Illos regresó a la ciudad con refuerzos desde Calcedón. Juan de Antioqueno vuelve a situar el nombre de Verina en la conspiración, aunque el alcance real de su participación sigue siendo incierto.
Finalmente, en el año 480, Verina fue confinada en Isauria bajo la custodia de Illos. Sin embargo, fue capaz de comunicarse con Ariadna y consiguió convencerla de que interviniera en su nombre para subsanar su castigo. Ariadna trató de obtener su libertad, primero a su marido y después a Illos. Éste no solo rechazó su petición, sino que la acusó de conspirar contra su marido y contra la corona. Esto no hizo sino aumentar el odio de la consorte hacia el general, sumado al de su madre, intentando nuevamente atentar contra su vida. Este tercer atentado contra la vida de Illos también falló, pero el asesino consiguió cortarle una oreja en el intento.

## Alianza con Illos
En el año 483 o en 484, según las fuentes, Illos se rebeló contra Zenón. Elia Verina aún conservaba su rango imperial, por lo que tenía el derecho de poder coronar a otro Augustus. Quien fuera su anterior enemigo y encargado de su destierro la liberó de su confinamiento Illus se levantó en rebelión contra Zenón. Verina todavía tenía su rango imperial y así podría coronar a otro Augusto. Él la liberó del confinamiento para que pudiera coronar a Leoncio, general bizantino, como Augustus en la ciudad de Tarso. Dicha rebelión también tenía un significado religioso pues los rebeldes eran cristianos calcedonianos, mientras que Zenón era un adherente del monofisismo.
Juan Malalas describe que Elia Verina se unió a la nueva alianza con fervor, dirigiendo correspondencias con varias ciudades tratando de conseguir su apoyo a la revuelta. Sin embargo, hay dudas sobre la sinceridad de las nuevas condiciones y la "amistad" política con un enemigo político que tanto daño le había hecho en el pasado. Es posible que, de hecho, siguiera siendo prisionera de Illos y actuara bajo su mando para preservar su seguridad. No estuvo presente en la campaña de Antioquía, por lo que no se unió al usurpador Leoncio e Illos y fue enviada a la fortaleza de Papyrius, en Isauria.
La revuelta no consiguió los apoyos suficientes, por lo que los rebeldes debieron retirarse de Antioquía, regresando hasta la fortaleza de Papyrius. Zenón envió un ejército para aplastarlos, formado por soldados romanos y ostrogodos, macedonios y escitas, al mando de Juan el Escita y de Teodorico el Amal, que era cónsul en este tiempo. Zenón puso sitio a la fortaleza durante cuatro años (484-488). Verina debió morir temprano durante el sitio. Sobre las causas de su muerte, sigue habiendo incertidumbre, sin saber si murió por enfermedad o asesinada. Según Malalas, cuando el asedio terminó, su cuerpo fue recuperado por el emperador y enviado a Constantinopla, donde la emperatriz consorte Ariadna la enterró.